# Kunzea flavescens
Kunzea flavescens är en myrtenväxtart som beskrevs av Cyril Tenison White och William Douglas Francis. Kunzea flavescens ingår i släktet Kunzea och familjen myrtenväxter.
Artens utbredningsområde är Queensland. Inga underarter finns listade i Catalogue of Life.